# Юрманга
Ю́рманга (рос. Юрманга) — селище у складі Бабушкінського району Вологодської області, Росія. Входить до складу Бабушкінського сільського поселення.

## Населення
Населення — 469 осіб (2010; 555 у 2002).
Національний склад (станом на 2002 рік):
- росіяни — 98 %